# Zethus productus
Zethus productus är en stekelart som beskrevs av Fox 1899. Zethus productus ingår i släktet Zethus och familjen Eumenidae. Inga underarter finns listade i Catalogue of Life.